# Hysterobrevium smilacis
Hysterobrevium smilacis är en svampart som först beskrevs av Ludwig David von Schweinitz, och fick sitt nu gällande namn av E. Boehm & C.L. Schoch 2009. Hysterobrevium smilacis ingår i släktet Hysterobrevium och familjen Hysteriaceae.   Inga underarter finns listade i Catalogue of Life.
I den svenska databasen Dyntaxa används istället namnet Gloniopsis curvata för samma taxon.  Arten är reproducerande i Sverige.